# Copa Libertadores 2017
Copa Libertadores 2017 – 58. edycja rozgrywek piłkarskich Copa Libertadores o miano najlepszej drużyny klubowej konfederacji CONMEBOL. Zwycięzca rozgrywek otrzymał prawo reprezentowania strefy CONMEBOL na Klubowych Mistrzostwach Świata, a także prawo występu w meczu o Recopa Sudamericana w roku 2018. Obrońcą tytułu była kolumbijska drużyna Atlético Nacional.
Rozgrywki składają się z 3 części:
- fazy kwalifikacyjnej,
- fazy grupowej,
- fazy pucharowej.

## Zmiana formatu
Od tego sezonu zdecydowano o kilku istotnych zmianach w formacie rozgrywek:
- zwiększono liczbę drużyn biorących udział w rozgrywkach z dotychczasowych 38 do 47,
- 10 drużyn wyeliminowanych z Copa Libertadores zostanie dołączonych do Copa Sudamericana (8 drużyn, które zajmą trzecie miejsca w swoich grupach w fazie grupowej oraz dwie najlepsze drużyny wyeliminowane w ostatniej rundzie kwalifikacji),
- turniej zostanie rozegrany na przestrzeni całego roku od końcówki stycznia do końca listopada.

Początkowo reforma zakładała zwiększenie rozgrywek do 44 drużyn, z dotychczasowych 38. Dodatkowe 6 miejsc miało zostać rozdysponowane dla federacji piłkarskich z Brazylii (2 zespoły więcej), Argentyny, Chile i Kolumbii (wszystkie po 1 dodatkowym zespole), a także dla zdobywcy Copa Sudamericana niezależnie od federacji z której pochodzi zwycięska drużyna. Jednak po tym jak 17 listopada władze Liga MX zadecydowały, że kluby z Meksyku nie przystąpią do tegorocznych rozgrywek o Copa Libertadores, co zwolniło 3. miejsca, zdecydowano, że turniej powiększony zostanie do 47 drużyn, a po jednym przedstawicielu więcej będą mogły wystawić pozostałe federacje zrzeszone w CONMEBOL (Boliwia, Ekwador, Paragwaj, Peru, Urugwaj, Wenezuela).

## Podział miejsc
47 miejsc w rozgrywkach zostało podzielonych przez CONMEBOL na poszczególne federacje w formacie:
- zdobywca Copa Libertadores 2016,
- zdobywca Copa Sudamericana 2016,

| Federacja | Liczba drużyn |
| --------- | ------------- |
| Brazylia  | 7 miejsc      |
| Argentyna | 6 miejsc      |
| Chile     | 4. miejsca    |
| Kolumbia  | 4. miejsca    |
| Boliwia   | 4. miejsca    |
| Ekwador   | 4. miejsca    |
| Paragwaj  | 4. miejsca    |
| Peru      | 4. miejsca    |
| Urugwaj   | 4. miejsca    |
| Wenezuela | 4. miejsca    |

## Szczegółowy podział miejsc
|                                     | Drużyny rozpoczynające udział | Zwycięzcy poprzedniej rundy                                  |
| ----------------------------------- | --- | ------------------------------------------------------------ |
| I runda kwalifikacyjna (6 drużyn)   | - zespoły z miejsca 4 federacji Boliwii, Ekwadoru, Paragwaju, Peru, Urugwaju i Wenezueli (6 drużyn)                                                                                    |                                                              |
| II runda kwalifikacyjna (16 drużyn) | - zespoły z miejsc 6-7 Brazylii (2 drużyny) - zespół z miejsca 6 Argentyny - zespoły z miejsc 3-4 Chile i Kolumbii (4 drużyny) - zespoły z miejsc 3 pozostałych federacji (6 drużyn)   | - 3 zwycięzców I rundy kwalifikacyjnej                       |
| III runda kwalifikacyjna (8 drużyn) | | - 8 zwycięzców II rundy kwalifikacyjnej                      |
| Faza grupowa (32 drużyny)           | - zdobywca Copa Libertadores 2016 - zdobywca Copa Sudamericana 2016 - zespoły z miejsc 1-5 Brazylii i Argentyny (10 drużyn) - zespoły z miejsc 1-2 pozostałych 8 federacji (16 drużyn) | - 4 zwycięzców III rundy kwalifikacyjnej                     |
| Faza pucharowa (16 drużyn)          | | - zwycięzcy grup (8 drużyn) - wicemistrzowie grup (8 drużyn) |

O tym w jaki sposób drużyny w poszczególnych krajach zdobywają kwalifikacje decydują związki krajowe.

## Drużyny uczestniczące
| Federacja               | Drużyna (Miejsce)                     | Zaczyna od                      | Sposób kwalifikacji |
| ----------------------- | ------------------------------------- | ------------------------------- | --- |
| Argentyna · 6 miejsc    | Lanús (Argentina 1)                   | fazy grupowej                   | Primera División 2016 zwycięzca                                                                                          |
| Argentyna · 6 miejsc    | San Lorenzo (Argentina 2)             | fazy grupowej                   | Primera División 2016 2. miejsce                                                                                         |
| Argentyna · 6 miejsc    | Estudiantes (Argentina 3)             | fazy grupowej                   | Primera División 2016 3. miejsce                                                                                         |
| Argentyna · 6 miejsc    | Godoy Cruz (Argentina 4)              | fazy grupowej                   | Primera División 2016 4. miejsce                                                                                         |
| Argentyna · 6 miejsc    | River Plate (Argentina 5)             | fazy grupowej                   | Copa Argentina 2015/16 zwycięzca                                                                                         |
| Argentyna · 6 miejsc    | Atlético Tucumán (Argentina 6)        | drugiej rundy kwalifikacyjnej   | Primera División 2016 5. miejsce                                                                                         |
| Boliwia · 4 miejsca     | Sport Boys (Bolivia 1)                | fazy grupowej                   | 2015 Apertura zwycięzca                                                                                                  |
| Boliwia · 4 miejsca     | Jorge Wilstermann (Bolivia 2)         | fazy grupowej                   | 2016 Clausura zwycięzca                                                                                                  |
| Boliwia · 4 miejsca     | The Strongest (Bolivia 3)             | drugiej rundy kwalifikacyjnej   | Liga de Fútbol Profesional Boliviano 2015/16 najlepszy zespół w tabeli łączonej nie zakwalifikowany w inny sposób        |
| Boliwia · 4 miejsca     | Universitario (Bolivia 4)             | pierwszej rundy kwalifikacyjnej | Liga de Fútbol Profesional Boliviano 2015/16 drugi, najlepszy zespół w tabeli łączonej nie zakwalifikowany w inny sposób |
| Brazylia · 7 + 1 miejsc | Chapecoense (Copa Sudamericana)       | fazy grupowej                   | Copa Sudamericana 2016 zwycięzca                                                                                         |
| Brazylia · 7 + 1 miejsc | SE Palmeiras (Brazil 1)               | fazy grupowej                   | Campeonato Brasileiro Série A 2016 zwycięzca                                                                             |
| Brazylia · 7 + 1 miejsc | Grêmio (Brazil 2)                     | fazy grupowej                   | Copa do Brasil 2016 zwycięzca                                                                                            |
| Brazylia · 7 + 1 miejsc | Santos FC (Brazil 3)                  | fazy grupowej                   | Campeonato Brasileiro Série A 2016 2. miejsce                                                                            |
| Brazylia · 7 + 1 miejsc | CR Flamengo (Brazil 4)                | fazy grupowej                   | Campeonato Brasileiro Série A 2016 3. miejsce                                                                            |
| Brazylia · 7 + 1 miejsc | Atlético Mineiro (Brazil 5)           | fazy grupowej                   | Campeonato Brasileiro Série A 2016 4. miejsce                                                                            |
| Brazylia · 7 + 1 miejsc | Botafogo (Brazil 6)                   | drugiej rundy kwalifikacyjnej   | Campeonato Brasileiro Série A 2016 5. miejsce                                                                            |
| Brazylia · 7 + 1 miejsc | Athletico Paranaense (Brazil 7)       | drugiej rundy kwalifikacyjnej   | Campeonato Brasileiro Série A 2016 6. miejsce                                                                            |
| Chile · 4 miejsca       | CD Universidad Católica (Chile 1)     | fazy grupowej                   | Primera División de Chile 2016 Clausura zwycięzca                                                                        |
| Chile · 4 miejsca       | Deportes Iquique (Chile 2)            | fazy grupowej                   | Primera División de Chile 2016 Apertura 2. miejsce                                                                       |
| Chile · 4 miejsca       | Colo-Colo (Chile 3)                   | drugiej rundy kwalifikacyjnej   | Copa Chile 2016 zwycięzca                                                                                                |
| Chile · 4 miejsca       | Unión Española (Chile 4)              | drugiej rundy kwalifikacyjnej   | Primera División de Chile zwycięzca baraży                                                                               |
| Ekwador · 4 miejsca     | Barcelona SC (Ecuador 1)              | fazy grupowej                   | Serie A 2016 zwycięzca                                                                                                   |
| Ekwador · 4 miejsca     | Emelec (Ecuador 2)                    | fazy grupowej                   | Serie A 2016 2. miejsce                                                                                                  |
| Ekwador · 4 miejsca     | El Nacional (Ecuador 3)               | drugiej rundy kwalifikacyjnej   | Serie A 2016 najlepszy zespół w tabeli łączonej nie zakwalifikowany w inny sposób                                        |
| Ekwador · 4 miejsca     | Independiente del Valle (Ecuador 4)   | pierwszej rundy kwalifikacyjnej | Serie A 2016 drugi, najlepszy zespół w tabeli łączonej nie zakwalifikowany w inny sposób                                 |
| Kolumbia · 4 + 1 miejsc | Atlético Nacional (Copa Libertadores) | fazy grupowej                   | Copa Libertadores 2016 zwycięzca                                                                                         |
| Kolumbia · 4 + 1 miejsc | Independiente Medellín (Colombia 1)   | fazy grupowej                   | Categoría Primera A 2016 Apertura zwycięzca                                                                              |
| Kolumbia · 4 + 1 miejsc | Santa Fe (Colombia 2)                 | fazy grupowej                   | Categoría Primera A 2016 zwycięzca finałów                                                                               |
| Kolumbia · 4 + 1 miejsc | Millonarios (Colombia 3)              | drugiej rundy kwalifikacyjnej   | Categoría Primera A 2016 najlepszy zespół w tabeli łączonej nie zakwalifikowany w inny sposób                            |
| Kolumbia · 4 + 1 miejsc | Junior (Colombia 4)                   | drugiej rundy kwalifikacyjnej   | Categoría Primera A 2016 drugi, najlepszy zespół w tabeli łączonej nie zakwalifikowany w inny sposób                     |
| Paragwaj · 4 miejsca    | Libertad (Paraguay 1)                 | fazy grupowej                   | Primera división paraguaya 2016 Apertura zwycięzca                                                                       |
| Paragwaj · 4 miejsca    | Guaraní (Paraguay 2)                  | fazy grupowej                   | Primera división paraguaya 2016 Clausura zwycięzca                                                                       |
| Paragwaj · 4 miejsca    | Olimpia (Paraguay 3)                  | drugiej rundy kwalifikacyjnej   | Primera división paraguaya 2016 najlepszy zespół w tabeli łączonej nie zakwalifikowany w inny sposób                     |
| Paragwaj · 4 miejsca    | Deportivo Capiatá (Paraguay 4)        | pierwszej rundy kwalifikacyjnej | Primera división paraguaya 2016 drugi, najlepszy zespół w tabeli łączonej nie zakwalifikowany w inny sposób              |
| Peru · 4 miejsca        | Sporting Cristal (Peru 1)             | fazy grupowej                   | Primera División Peruana 2016 Descentralizado zwycięzca                                                                  |
| Peru · 4 miejsca        | Melgar (Peru 2)                       | fazy grupowej                   | Primera División Peruana 2016 Descentralizado 2. miejsce                                                                 |
| Peru · 4 miejsca        | Universitario (Peru 3)                | drugiej rundy kwalifikacyjnej   | Primera División Peruana 2016 Descentralizado 3. miejsce                                                                 |
| Peru · 4 miejsca        | Deportivo Municipal (Peru 4)          | pierwszej rundy kwalifikacyjnej | Primera División Peruana 2016 Descentralizado 4. miejsce                                                                 |
| Urugwaj · 4 miejsca     | Peñarol (Uruguay 1)                   | fazy grupowej                   | Primera División Uruguaya 2015/16 zwycięzca                                                                              |
| Urugwaj · 4 miejsca     | Nacional (Uruguay 2)                  | fazy grupowej                   | Primera División Uruguaya 2015/16 2. miejsce                                                                             |
| Urugwaj · 4 miejsca     | Cerro (Uruguay 3)                     | drugiej rundy kwalifikacyjnej   | Primera División Uruguaya 2015/16 najlepszy zespół w tabeli łączonej nie zakwalifikowany w inny sposób                   |
| Urugwaj · 4 miejsca     | Montevideo Wanderers (Uruguay 4)      | pierwszej rundy kwalifikacyjnej | Primera División Uruguaya 2016 najlepszy zespół nie zakwalifikowany w inny sposób                                        |
| Wenezuela · 4 miejsca   | Zamora (Venezuela 1)                  | fazy grupowej                   | Primera División Venezolana 2016 zwycięzca                                                                               |
| Wenezuela · 4 miejsca   | Zulia (Venezuela 2)                   | fazy grupowej                   | Primera División Venezolana 2016 2. miejsce                                                                              |
| Wenezuela · 4 miejsca   | Carabobo (Venezuela 3)                | drugiej rundy kwalifikacyjnej   | Primera División Venezolana 2016 najlepszy zespół w tabeli łączonej nie zakwalifikowany w inny sposób                    |
| Wenezuela · 4 miejsca   | Deportivo Táchira (Venezuela 4)       | pierwszej rundy kwalifikacyjnej | Primera División Venezolana 2016 drugi, najlepszy zespół w tabeli łączonej nie zakwalifikowany w inny sposób             |

## Terminarz
Poniżej przedstawiono terminarz rozgrywek.
| Faza           | Runda                         | Pierwszy mecz               | Drugi mecz                         |
| -------------- | ----------------------------- | --------------------------- | ---------------------------------- |
| Kwalifikacje   | Pierwsza runda kwalifikacyjna | 23 stycznia 2017            | 27 stycznia 2017                   |
| Kwalifikacje   | Druga runda kwalifikacyjna    | 31 stycznia - 2 lutego 2017 | 7-9 lutego 2017                    |
| Kwalifikacje   | Trzecia runda kwalifikacyjna  | 14-16 lutego 2017           | 21-23 lutego 2017                  |
| Faza grupowa   | Termin 1                      | 7-9 marca 2017              | 7-9 marca 2017                     |
| Faza grupowa   | Termin 2                      | 14-16 marca 2017            | 14-16 marca 2017                   |
| Faza grupowa   | Termin 3                      | 11-13 kwietnia 2017         | 11-13 kwietnia 2017                |
| Faza grupowa   | Termin 4                      | 18-20 kwietnia 2017         | 18-20 kwietnia 2017                |
| Faza grupowa   | Termin 5                      | 25-27 kwietnia 2017         | 25-27 kwietnia 2017                |
| Faza grupowa   | Termin 6                      | 2-4 maja 2017               | 2-4 maja 2017                      |
| Faza grupowa   | Termin 7                      | 16-18 maja 2017             | 16-18 maja 2017                    |
| Faza grupowa   | Termin 8                      | 23-25 maja 2017             | 23-25 maja 2017                    |
| Faza pucharowa | 1/8 finału                    | 4-6 lipca 2017              | 8-10 sierpnia 2017                 |
| Faza pucharowa | Ćwierćfinały                  | 12-14 września 2017         | 19-21 września 2017                |
| Faza pucharowa | Półfinały                     | 24-26 października 2017     | 31 października - 2 listopada 2017 |
| Faza pucharowa | Finały                        | 22 listopada 2017           | 29 listopada 2017                  |

## Faza kwalifikacyjna

### I runda kwalifikacyjna
Do startu w I rundzie kwalifikacyjnej uprawniono 6 drużyn, z czego 3 zostały rozstawione.
| Drużyna 1                            | Wynik dwumeczu | Drużyna 2               | Pierwszy mecz | Drugi mecz |
| ------------------------------------ | -------------- | ----------------------- | ------------- | ---------- |
| Universitario                        | 5:7            | Montevideo Wanderers    | 3:2           | 2:5        |
| Deportivo Municipal                  | 2:3            | Independiente del Valle | 0:1           | 2:2        |
| Deportivo Capiatá                    | 1:0            | Deportivo Táchira       | 1:0           | 0:0        |
| Po lewej gospodarz pierwszego meczu. |                |                         |               |            |

### II runda kwalifikacyjna
Do startu w II rundzie kwalifikacyjnej uprawniono 16 drużyn (3 z poprzedniej rundy), z czego 8 zostały rozstawione.
| Drużyna 1                            | Wynik dwumeczu | Drużyna 2              | Pierwszy mecz | Drugi mecz |
| ------------------------------------ | -------------- | ---------------------- | ------------- | ---------- |
| Athletico Paranaense                 | 1:1 (k. 4:2)   | Millonarios            | 1:0           | 0:1        |
| Botafogo FR                          | 3:2            | CSD Colo-Colo          | 2:1           | 1:1        |
| CA Cerro                             | 2:5            | Unión Española         | 2:3           | 0:2        |
| Carabobo                             | 0:4            | Atlético Junior        | 0:1           | 0:3        |
| Atlético Tucumán                     | 3:2            | CD El Nacional         | 2:2           | 1:0        |
| Montevideo Wanderers                 | 0:6            | The Strongest          | 0:2           | 0:4        |
| Independiente del Valle              | 2:3            | Olimpia                | 1:0           | 1:3        |
| Deportivo Capiatá                    | 4:3            | Universitario Deportes | 1:3           | 3:0        |
| Po lewej gospodarz pierwszego meczu. |                |                        |               |            |

### III runda kwalifikacyjna
Do startu w III rundzie kwalifikacyjnej uprawniono 8 drużyn z poprzedniej rundy.
| Drużyna 1                            | Wynik dwumeczu | Drużyna 2         | Pierwszy mecz | Drugi mecz |
| ------------------------------------ | -------------- | ----------------- | ------------- | ---------- |
| Athletico Paranaense                 | 4:3            | Deportivo Capiatá | 3:3           | 1:0        |
| Botafogo FR                          | 1:1 (k. 3:1)   | Olimpia           | 1:0           | 0:1        |
| Unión Española                       | 1:6            | The Strongest     | 1:1           | 0:5        |
| Atlético Junior                      | 2:3            | Atlético Tucumán  | 1:0           | 1:3        |
| Po lewej gospodarz pierwszego meczu. |                |                   |               |            |

Ranking drużyn do Copa Sudamericana
Klasyfikacja drużyn, które odpadły w III rundzie kwalifikacyjnej została sporządzona na podstawie wyników meczów tych czterech drużyn w III rundzie kwalifikacyjnej. Na tej podstawie dwie najwyżej sklasyfikowane drużyny uzyskały przepustkę do Copa Sudamericana 2017.
| Awans do Copa Sudamericana 2017 |

| Lp. | Drużyna           | M | Z | R | P | Bramki | Bramki | +/– | Pkt |
| --- | ----------------- | - | - | - | - | ------ | ------ | --- | --- |
| 1   | Olimpia           | 2 | 1 | 0 | 1 | 1      | 1      | 0   | 3   |
| 2   | Atlético Junior   | 2 | 1 | 0 | 1 | 2      | 3      | −1  | 3   |
| 3   | Deportivo Capiatá | 2 | 0 | 1 | 1 | 3      | 4      | −1  | 1   |
| 4   | Unión Española    | 2 | 0 | 1 | 1 | 1      | 6      | −5  | 1   |

## Faza grupowa
Losowanie odbyło się 21 grudnia w Luque w Paragwaju. Do startu w fazie grupowej uprawnione są 32 drużyny (w tym 4 zwycięzców III rundy kwalifikacyjnej oraz zwycięzca Copa Sudamericana z poprzedniego sezonu). W trakcie losowania zespoły zostały rozdzielone na 4 koszyki, następnie rozlosowane i podzielone na 8 grup po 4 drużyny każda. Do jednej grupy nie będą mogły trafić drużyny z tego samego koszyka i federacji, z wyjątkiem drużyn, które uzyskały awans z III rundy kwalifikacyjnej, ponieważ w momencie losowania nie były znane drużyny, które awansują z eliminacji.
Wszystkie zespoły zagrają ze sobą dwukrotnie – po 2 najlepsze z każdej grupy awansują do fazy pucharowej, drużyny z 3. miejsc otrzymają prawo gry w drugiej rundzie Copa Sudamericana.
| Kolory w tabeli grup                                                 |
| -------------------------------------------------------------------- |
| Zespoły z miejsc 1. i 2. awansują do 1/8 finału                      |
| Zespół z miejsca 3. awansuje do drugiej rundy Copa Sudamericana 2017 |

Zasady ustalania kolejności w tabeli:
1. liczba zdobytych punktów w całej rundzie;
2. różnica bramek w całej rundzie;
3. łączna liczba bramek zdobytych w całej rundzie;
4. łączna liczba bramek zdobytych na wyjeździe w całej rundzie;
5. miejsce drużyny w rankingu CONMEBOL.

### Grupa A
| Lp. | Drużyna           | M | Z | R | P | Bramki | Bramki | +/– | Pkt |
| --- | ----------------- | - | - | - | - | ------ | ------ | --- | --- |
| 1   | Barcelona SC (A)  | 6 | 3 | 1 | 2 | 8      | 8      | 0   | 10  |
| 2   | Botafogo FR (A)   | 6 | 3 | 1 | 2 | 6      | 5      | +1  | 10  |
| 3   | Estudiantes (CS)  | 6 | 3 | 0 | 3 | 7      | 8      | −1  | 9   |
| 4   | Atlético Nacional | 6 | 2 | 0 | 4 | 8      | 8      | 0   | 6   |

|                   | ANM | EST | BGU | BOT |
| ----------------- | --- | --- | --- | --- |
| Atlético Nacional | –   | 4:1 | 3:1 | 0:2 |
| Estudiantes       | 1:0 | –   | 0:2 | 1:0 |
| Barcelona SC      | 2:1 | 0:3 | –   | 1:1 |
| Botafogo FR       | 1:0 | 2:1 | 0:2 | –   |

### Grupa B
| Lp. | Drużyna           | M | Z | R | P | Bramki | Bramki | +/– | Pkt |
| --- | ----------------- | - | - | - | - | ------ | ------ | --- | --- |
| 1   | Santos FC (A)     | 6 | 3 | 3 | 0 | 11     | 4      | +7  | 12  |
| 2   | The Strongest (A) | 6 | 2 | 3 | 1 | 9      | 5      | +4  | 9   |
| 3   | Santa Fe (CS)     | 6 | 2 | 2 | 2 | 8      | 6      | +2  | 8   |
| 4   | Sporting Cristal  | 6 | 0 | 2 | 4 | 2      | 15     | −13 | 2   |

|                  | SFC | SFE | SCR | SLP |
| ---------------- | --- | --- | --- | --- |
| Santos FC        | –   | 3:2 | 4:0 | 2:0 |
| Santa Fe         | 0:0 | –   | 3:0 | 1:1 |
| Sporting Cristal | 1:1 | 0:2 | –   | 0:0 |
| The Strongest    | 1:1 | 2:0 | 5:1 | –   |

### Grupa C
| Lp. | Drużyna                     | M | Z | R | P | Bramki | Bramki | +/– | Pkt |
| --- | --------------------------- | - | - | - | - | ------ | ------ | --- | --- |
| 1   | River Plate (A)             | 6 | 4 | 1 | 1 | 14     | 9      | +5  | 13  |
| 2   | CS Emelec (A)               | 6 | 3 | 1 | 2 | 8      | 5      | +3  | 10  |
| 3   | Independiente Medellín (CS) | 6 | 3 | 0 | 3 | 8      | 8      | 0   | 9   |
| 4   | Melgar                      | 6 | 1 | 0 | 5 | 6      | 14     | −8  | 3   |

|                        | RPL | EGU | IND | MEL |
| ---------------------- | --- | --- | --- | --- |
| River Plate            | –   | 1:1 | 1:2 | 4:2 |
| CS Emelec              | 1:2 | –   | 1:0 | 3:0 |
| Independiente Medellín | 1:3 | 1:2 | –   | 2:0 |
| Melgar                 | 2:3 | 1:0 | 1:2 | –   |

### Grupa D
| Lp. | Drużyna                 | M | Z | R | P | Bramki | Bramki | +/– | Pkt |
| --- | ----------------------- | - | - | - | - | ------ | ------ | --- | --- |
| 1   | San Lorenzo (A)         | 6 | 3 | 1 | 2 | 8      | 8      | 0   | 10  |
| 2   | Atlético Paranaense (A) | 6 | 3 | 1 | 2 | 9      | 10     | −1  | 10  |
| 3   | CR Flamengo (CS)        | 6 | 3 | 0 | 3 | 11     | 7      | +4  | 9   |
| 4   | Universidad Católica    | 6 | 1 | 2 | 3 | 8      | 11     | −3  | 5   |

|                      | SAL | UCS | FLA | ATP |
| -------------------- | --- | --- | --- | --- |
| San Lorenzo          | –   | 2:1 | 2:1 | 0:1 |
| Universidad Católica | 1:1 | –   | 1:0 | 2:3 |
| CR Flamengo          | 4:0 | 3:1 | –   | 2:1 |
| Atlético Paranaense  | 0:3 | 2:2 | 2:1 | –   |

### Grupa E
| Lp. | Drużyna               | M | Z | R | P | Bramki | Bramki | +/– | Pkt |
| --- | --------------------- | - | - | - | - | ------ | ------ | --- | --- |
| 1   | SE Palmeiras (A)      | 6 | 4 | 1 | 1 | 13     | 9      | +4  | 13  |
| 2   | Jorge Wilstermann (A) | 6 | 3 | 0 | 3 | 12     | 10     | +2  | 9   |
| 3   | Atlético Tucumán (CS) | 6 | 2 | 1 | 3 | 8      | 10     | −2  | 7   |
| 4   | CA Peñarol            | 6 | 2 | 0 | 4 | 11     | 15     | −4  | 6   |

|                   | CAP | PAL | WIL | ATU |
| ----------------- | --- | --- | --- | --- |
| CA Peñarol        | –   | 2:3 | 2:0 | 2:1 |
| SE Palmeiras      | 3:2 | –   | 1:0 | 3:1 |
| Jorge Wilstermann | 6:2 | 3:2 | –   | 2:1 |
| Atlético Tucumán  | 2:1 | 1:1 | 2:1 | –   |

### Grupa F
| Lp. | Drużyna              | M | Z | R | P | Bramki | Bramki | +/– | Pkt |
| --- | -------------------- | - | - | - | - | ------ | ------ | --- | --- |
| 1   | Atlético Mineiro (A) | 6 | 4 | 1 | 1 | 17     | 6      | +11 | 13  |
| 2   | Godoy Cruz (A)       | 6 | 3 | 2 | 1 | 10     | 8      | +2  | 11  |
| 3   | Club Libertad (CS)   | 6 | 1 | 3 | 2 | 7      | 9      | −2  | 6   |
| 4   | Sport Boys           | 6 | 0 | 2 | 4 | 8      | 19     | −11 | 2   |

|                  | ATM | LIB | GOD | SPB |
| ---------------- | --- | --- | --- | --- |
| Atlético Mineiro | –   | 2:0 | 4:1 | 5:2 |
| Club Libertad    | 1:0 | –   | 1:2 | 1:1 |
| Godoy Cruz       | 1:1 | 1:1 | –   | 2:0 |
| Sport Boys       | 1:5 | 3:3 | 1:3 | –   |

### Grupa G
| Lp. | Drużyna           | M | Z | R | P | Bramki | Bramki | +/– | Pkt |
| --- | ----------------- | - | - | - | - | ------ | ------ | --- | --- |
| 1   | CA Lanús (A)      | 6 | 4 | 1 | 1 | 13     | 3      | +10 | 13  |
| 2   | Club Nacional (A) | 6 | 2 | 2 | 2 | 5      | 3      | +2  | 8   |
| 3   | Chapecoense (CS)  | 6 | 2 | 1 | 3 | 6      | 12     | −6  | 7   |
| 4   | Zulia             | 6 | 1 | 2 | 3 | 4      | 10     | −6  | 5   |

|               | CNA | ACF | LAN | ZUL |
| ------------- | --- | --- | --- | --- |
| Club Nacional | –   | 3:0 | 0:1 | 0:1 |
| Chapecoense   | 1:1 | –   | 1:3 | 2:1 |
| CA Lanús      | 0:1 | 3:0 | –   | 5:0 |
| Zulia         | 0:0 | 1:2 | 1:1 | –   |

### Grupa H
| Lp. | Drużyna                 | M | Z | R | P | Bramki | Bramki | +/– | Pkt |
| --- | ----------------------- | - | - | - | - | ------ | ------ | --- | --- |
| 1   | Grêmio Porto Alegre (A) | 6 | 4 | 1 | 1 | 15     | 6      | +9  | 13  |
| 2   | Guaraní (A)             | 6 | 3 | 2 | 1 | 9      | 7      | +2  | 11  |
| 3   | Deportes Iquique (CS)   | 6 | 3 | 1 | 2 | 12     | 9      | +3  | 10  |
| 4   | Zamora                  | 6 | 0 | 0 | 6 | 6      | 20     | −14 | 0   |

|                     | GPA | GUA | ZAM | DIQ |
| ------------------- | --- | --- | --- | --- |
| Grêmio Porto Alegre | –   | 4:1 | 4:0 | 3:2 |
| Guaraní             | 1:1 | –   | 3:1 | 0:0 |
| Zamora              | 0:2 | 1:3 | –   | 1:4 |
| Deportes Iquique    | 2:1 | 0:1 | 4:3 | –   |

## Faza pucharowa
Od tej rundy aż do zakończenia turnieju obowiązuje system pucharowy według następujących zasad:
- w każdej z rund, zakwalifikowane zespoły rozgrywają dwumecz z przeciwnikiem wyłonionym w drodze losowania, zespół o wyższym rozstawieniu jest gospodarzem rewanżowego spotkania,
- dla rozstrzygnięcia meczów w 1/8 finału, ćwierćfinałach i półfinałach stosowana jest Zasada przewagi bramek zdobytych w meczach wyjazdowych. Jeżeli ona nie pozwala wyłonić zwycięzcy rozgrywana jest seria rzutów z punktu karnego,
- dla rozstrzygnięcia dwumeczu finałowego nie stosowana jest Zasada przewagi bramek zdobytych w meczach wyjazdowych. W przypadku wyniku remisowego rozgrywana jest 30 minutowa dogrywka, a w przypadku dalszego braku rozstrzygnięcia rozgrywana jest seria rzutów z punktu karnego.

W porównaniu do poprzednich edycji w formacie turnieju nastąpiły następujące zmiany:
- rozstawienie nie decyduje już o kształcie drabinki turniejowej, która teraz jest losowana (od tej edycji rozstawienie decyduje jedynie o rozgrywaniu u siebie rewanżu przez drużynę wyżej rozstawioną),
- jeżeli dwie drużyny z tej samej federacji dojdą do półfinału, nie muszą już grać meczu przeciwko sobie (drabinka nie jest korygowana w celu spotkania ich ze sobą w półfinale, jak było chociażby w edycji 2008).

Rozstawienie
Drużyny, które zajęły pierwsze miejsca w swoich grupach zostały rozstawione w losowaniu z numerami 1-8, natomiast te z drugich miejsc były nierozstawione i otrzymały numery 9-16. Podziału numerów dokonano na podstawie wyników osiągniętych w fazie grupowej i na tej podstawie stworzono dwie oddzielne klasyfikacje: dla drużyn rozstawionych i nierozstawionych.
| Nr | Gr | Drużyna              | Mecze | W | R | P | Bramki | Bramki | +/- | Pkt |
| -- | -- | -------------------- | ----- | - | - | - | ------ | ------ | --- | --- |
| 1  | F  | Atlético Mineiro     | 6     | 4 | 1 | 1 | 17     | 6      | +11 | 13  |
| 2  | G  | CA Lanús             | 6     | 4 | 1 | 1 | 13     | 3      | +10 | 13  |
| 3  | H  | Grêmio Porto Alegre  | 6     | 4 | 1 | 1 | 15     | 6      | +9  | 13  |
| 4  | C  | River Plate          | 6     | 4 | 1 | 1 | 14     | 9      | +5  | 13  |
| 5  | E  | SE Palmeiras         | 6     | 4 | 1 | 1 | 13     | 9      | +4  | 13  |
| 6  | B  | Santos FC            | 6     | 3 | 3 | 0 | 11     | 4      | +7  | 12  |
| 7  | A  | Botafogo FR          | 6     | 3 | 1 | 2 | 6      | 5      | +1  | 10  |
| 8  | D  | San Lorenzo          | 6     | 3 | 1 | 2 | 8      | 8      | 0   | 10  |
| 9  | F  | Godoy Cruz           | 6     | 3 | 2 | 1 | 10     | 8      | +2  | 11  |
| 10 | H  | Guaraní              | 6     | 3 | 2 | 1 | 9      | 7      | +2  | 11  |
| 11 | C  | CS Emelec            | 6     | 3 | 1 | 2 | 8      | 5      | +3  | 10  |
| 12 | A  | Barcelona SC         | 6     | 3 | 1 | 2 | 8      | 8      | 0   | 10  |
| 13 | D  | Athletico Paranaense | 6     | 3 | 1 | 2 | 9      | 10     | -1  | 10  |
| 14 | B  | The Strongest        | 6     | 2 | 3 | 1 | 9      | 5      | +4  | 9   |
| 15 | E  | Jorge Wilstermann    | 6     | 3 | 0 | 3 | 12     | 10     | +2  | 9   |
| 16 | G  | Club Nacional        | 6     | 2 | 2 | 2 | 5      | 3      | +2  | 8   |

Zasady ustalania kolejności: 1. liczba zdobytych punktów; 2. stosunek bramek; 3. liczba bramek strzelonych; 4. liczba bramek strzelonych na wyjeździe; 5. ranking CONMEBOL

### Drabinka
|  |                                       |                                       |                                       |                                       |                                       |   |          |                                      |                                      |                                      |                                      |                                      |  |  |                                               |                                               |                                               |                                               |                                               |  |  |                            |                            |                            |                            |                            |
|  | 1/8 finału (5-7 lipca, 9-11 sierpnia) | 1/8 finału (5-7 lipca, 9-11 sierpnia) | 1/8 finału (5-7 lipca, 9-11 sierpnia) | 1/8 finału (5-7 lipca, 9-11 sierpnia) | 1/8 finału (5-7 lipca, 9-11 sierpnia) |   |          | Ćwierćfinały (14-15, 21-22 września) | Ćwierćfinały (14-15, 21-22 września) | Ćwierćfinały (14-15, 21-22 września) | Ćwierćfinały (14-15, 21-22 września) | Ćwierćfinały (14-15, 21-22 września) |  |  | Półfinały (25-26 października, 1-2 listopada) | Półfinały (25-26 października, 1-2 listopada) | Półfinały (25-26 października, 1-2 listopada) | Półfinały (25-26 października, 1-2 listopada) | Półfinały (25-26 października, 1-2 listopada) |  |  | Finały (22 i 29 listopada) | Finały (22 i 29 listopada) | Finały (22 i 29 listopada) | Finały (22 i 29 listopada) | Finały (22 i 29 listopada) |
|  | 1/8 finału (5-7 lipca, 9-11 sierpnia) | 1/8 finału (5-7 lipca, 9-11 sierpnia) | 1/8 finału (5-7 lipca, 9-11 sierpnia) | 1/8 finału (5-7 lipca, 9-11 sierpnia) | 1/8 finału (5-7 lipca, 9-11 sierpnia) |   |          | Ćwierćfinały (14-15, 21-22 września) | Ćwierćfinały (14-15, 21-22 września) | Ćwierćfinały (14-15, 21-22 września) | Ćwierćfinały (14-15, 21-22 września) | Ćwierćfinały (14-15, 21-22 września) |  |  | Półfinały (25-26 października, 1-2 listopada) | Półfinały (25-26 października, 1-2 listopada) | Półfinały (25-26 października, 1-2 listopada) | Półfinały (25-26 października, 1-2 listopada) | Półfinały (25-26 października, 1-2 listopada) |  |  | Finały (22 i 29 listopada) | Finały (22 i 29 listopada) | Finały (22 i 29 listopada) | Finały (22 i 29 listopada) | Finały (22 i 29 listopada) |
|  |                                       |                                       |                                       |                                       |                                       |   |          |                                      |                                      |                                      |                                      |                                      |  |  |                                               |                                               |                                               |                                               |                                               |  |  |                            |                            |                            |                            |                            |
|  |                                       |                                       |                                       |                                       |                                       |   |          |                                      |                                      |                                      |                                      |                                      |  |  |                                               |                                               |                                               |                                               |                                               |  |  |                            |                            |                            |                            |                            |
|  | 12                                    | Barcelona SC                          | 1                                     | 0                                     | 1 k. (5)                              |   |          |                                      |                                      |                                      |                                      |                                      |  |  |                                               |                                               |                                               |                                               |                                               |  |  |                            |                            |                            |                            |                            |
|  | 12                                    | Barcelona SC                          | 1                                     | 0                                     | 1 k. (5)                              |   |          |                                      |                                      |                                      |                                      |                                      |  |  |                                               |                                               |                                               |                                               |                                               |  |  |                            |                            |                            |                            |                            |
|  | 5                                     | SE Palmeiras                          | 0                                     | 1                                     | 1 k. (4)                              |   |          |                                      |                                      |                                      |                                      |                                      |  |  |                                               |                                               |                                               |                                               |                                               |  |  |                            |                            |                            |                            |                            |
|  | 5                                     | SE Palmeiras                          | 0                                     | 1                                     | 1 k. (4)                              |   |          | 12                                   | Barcelona SC                         | 1                                    | 1                                    | 2                                    |  |  |                                               |                                               |                                               |                                               |                                               |  |  |                            |                            |                            |                            |                            |
|  |                                       |                                       |                                       |                                       |                                       |   |          | 12                                   | Barcelona SC                         | 1                                    | 1                                    | 2                                    |  |  |                                               |                                               |                                               |                                               |                                               |  |  |                            |                            |                            |                            |                            |
|  |                                       |                                       | 6                                     | Santos FC                             | 1                                     | 0 | 1        |                                      |                                      |                                      |                                      |                                      |  |  |                                               |                                               |                                               |                                               |                                               |  |  |                            |                            |                            |                            |                            |
|  | 13                                    | Athletico Paranaense                  | 6                                     | Santos FC                             | 1                                     | 0 | 1        | 2                                    | 0                                    | 2                                    |                                      |                                      |  |  |                                               |                                               |                                               |                                               |                                               |  |  |                            |                            |                            |                            |                            |
|  | 13                                    | Athletico Paranaense                  |                                       |                                       |                                       |   |          |                                      |                                      | 2                                    |                                      |                                      |  |  |                                               |                                               |                                               |                                               |                                               |  |  |                            |                            |                            |                            |                            |
|  | 6                                     | Santos FC                             | 3                                     | 1                                     | 4                                     |   |          |                                      |                                      |                                      |                                      |                                      |  |  |                                               |                                               |                                               |                                               |                                               |  |  |                            |                            |                            |                            |                            |
|  | 6                                     | Santos FC                             | 3                                     | 1                                     | 4                                     |   |          | 12                                   | Barcelona SC                         | 0                                    | 1                                    | 1                                    |  |  |                                               |                                               |                                               |                                               |                                               |  |  |                            |                            |                            |                            |                            |
|  |                                       |                                       |                                       |                                       |                                       |   |          |                                      |                                      |                                      |                                      |                                      |  |  |                                               |                                               |                                               |                                               |                                               |  |  |                            |                            |                            |                            |                            |
|  |                                       |                                       | 3                                     | Grêmio Porto Alegre                   | 3                                     | 0 | 3        |                                      |                                      |                                      |                                      |                                      |  |  |                                               |                                               |                                               |                                               |                                               |  |  |                            |                            |                            |                            |                            |
|  | 16                                    | Club Nacional                         | 3                                     | Grêmio Porto Alegre                   | 3                                     | 0 | 3        | 0                                    | 0                                    | 0                                    |                                      |                                      |  |  |                                               |                                               |                                               |                                               |                                               |  |  |                            |                            |                            |                            |                            |
|  | 16                                    | Club Nacional                         |                                       |                                       |                                       |   |          |                                      |                                      | 0                                    |                                      |                                      |  |  |                                               |                                               |                                               |                                               |                                               |  |  |                            |                            |                            |                            |                            |
|  | 7                                     | Botafogo FR                           | 1                                     | 2                                     | 3                                     |   |          |                                      |                                      |                                      |                                      |                                      |  |  |                                               |                                               |                                               |                                               |                                               |  |  |                            |                            |                            |                            |                            |
|  | 7                                     | Botafogo FR                           | 1                                     | 2                                     | 3                                     |   |          | 7                                    | Botafogo FR                          | 0                                    | 0                                    | 0                                    |  |  |                                               |                                               |                                               |                                               |                                               |  |  |                            |                            |                            |                            |                            |
|  |                                       |                                       |                                       |                                       |                                       |   |          | 7                                    | Botafogo FR                          | 0                                    | 0                                    | 0                                    |  |  |                                               |                                               |                                               |                                               |                                               |  |  |                            |                            |                            |                            |                            |
|  |                                       |                                       | 3                                     | Grêmio Porto Alegre                   | 0                                     | 1 | 1        |                                      |                                      |                                      |                                      |                                      |  |  |                                               |                                               |                                               |                                               |                                               |  |  |                            |                            |                            |                            |                            |
|  | 9                                     | Godoy Cruz                            | 3                                     | Grêmio Porto Alegre                   | 0                                     | 1 | 1        | 0                                    | 1                                    | 1                                    |                                      |                                      |  |  |                                               |                                               |                                               |                                               |                                               |  |  |                            |                            |                            |                            |                            |
|  | 9                                     | Godoy Cruz                            |                                       |                                       |                                       |   |          |                                      |                                      | 1                                    |                                      |                                      |  |  |                                               |                                               |                                               |                                               |                                               |  |  |                            |                            |                            |                            |                            |
|  | 3                                     | Grêmio Porto Alegre                   | 1                                     | 2                                     | 3                                     |   |          |                                      |                                      |                                      |                                      |                                      |  |  |                                               |                                               |                                               |                                               |                                               |  |  |                            |                            |                            |                            |                            |
|  | 3                                     | Grêmio Porto Alegre                   | 1                                     | 2                                     | 3                                     |   |          | 3                                    | Grêmio Porto Alegre                  | 1                                    | 2                                    | 3                                    |  |  |                                               |                                               |                                               |                                               |                                               |  |  |                            |                            |                            |                            |                            |
|  |                                       |                                       |                                       |                                       |                                       |   |          |                                      |                                      |                                      |                                      |                                      |  |  |                                               |                                               |                                               |                                               |                                               |  |  |                            |                            |                            |                            |                            |
|  |                                       |                                       | 2                                     | CA Lanús                              | 0                                     | 1 | 1        |                                      |                                      |                                      |                                      |                                      |  |  |                                               |                                               |                                               |                                               |                                               |  |  |                            |                            |                            |                            |                            |
|  | 15                                    | Jorge Wilstermann                     | 2                                     | CA Lanús                              | 0                                     | 1 | 1        | 1                                    | 0                                    | 1                                    |                                      |                                      |  |  |                                               |                                               |                                               |                                               |                                               |  |  |                            |                            |                            |                            |                            |
|  | 15                                    | Jorge Wilstermann                     |                                       |                                       |                                       |   |          |                                      |                                      | 1                                    |                                      |                                      |  |  |                                               |                                               |                                               |                                               |                                               |  |  |                            |                            |                            |                            |                            |
|  | 1                                     | Atlético Mineiro                      | 0                                     | 0                                     | 0                                     |   |          |                                      |                                      |                                      |                                      |                                      |  |  |                                               |                                               |                                               |                                               |                                               |  |  |                            |                            |                            |                            |                            |
|  | 1                                     | Atlético Mineiro                      | 0                                     | 0                                     | 0                                     |   |          | 15                                   | Jorge Wilstermann                    | 3                                    | 0                                    | 3                                    |  |  |                                               |                                               |                                               |                                               |                                               |  |  |                            |                            |                            |                            |                            |
|  |                                       |                                       |                                       |                                       |                                       |   |          | 15                                   | Jorge Wilstermann                    | 3                                    | 0                                    | 3                                    |  |  |                                               |                                               |                                               |                                               |                                               |  |  |                            |                            |                            |                            |                            |
|  |                                       |                                       | 4                                     | River Plate                           | 0                                     | 8 | 8        |                                      |                                      |                                      |                                      |                                      |  |  |                                               |                                               |                                               |                                               |                                               |  |  |                            |                            |                            |                            |                            |
|  | 10                                    | Guaraní                               | 4                                     | River Plate                           | 0                                     | 8 | 8        | 0                                    | 1                                    | 1                                    |                                      |                                      |  |  |                                               |                                               |                                               |                                               |                                               |  |  |                            |                            |                            |                            |                            |
|  | 10                                    | Guaraní                               |                                       |                                       |                                       |   |          |                                      |                                      | 1                                    |                                      |                                      |  |  |                                               |                                               |                                               |                                               |                                               |  |  |                            |                            |                            |                            |                            |
|  | 4                                     | River Plate                           | 2                                     | 1                                     | 3                                     |   |          |                                      |                                      |                                      |                                      |                                      |  |  |                                               |                                               |                                               |                                               |                                               |  |  |                            |                            |                            |                            |                            |
|  | 4                                     | River Plate                           | 2                                     | 1                                     | 3                                     |   |          | 4                                    | River Plate                          | 1                                    | 2                                    | 3                                    |  |  |                                               |                                               |                                               |                                               |                                               |  |  |                            |                            |                            |                            |                            |
|  |                                       |                                       |                                       |                                       |                                       |   |          |                                      |                                      |                                      |                                      |                                      |  |  |                                               |                                               |                                               |                                               |                                               |  |  |                            |                            |                            |                            |                            |
|  |                                       |                                       | 2                                     | CA Lanús                              | 0                                     | 4 | 4        |                                      |                                      |                                      |                                      |                                      |  |  |                                               |                                               |                                               |                                               |                                               |  |  |                            |                            |                            |                            |                            |
|  | 11                                    | CS Emelec                             | 2                                     | CA Lanús                              | 0                                     | 4 | 4        | 0                                    | 1                                    | 1 k. (4)                             |                                      |                                      |  |  |                                               |                                               |                                               |                                               |                                               |  |  |                            |                            |                            |                            |                            |
|  | 11                                    | CS Emelec                             |                                       |                                       |                                       |   |          |                                      |                                      | 1 k. (4)                             |                                      |                                      |  |  |                                               |                                               |                                               |                                               |                                               |  |  |                            |                            |                            |                            |                            |
|  | 8                                     | San Lorenzo                           | 1                                     | 0                                     | 1 k. (5)                              |   |          |                                      |                                      |                                      |                                      |                                      |  |  |                                               |                                               |                                               |                                               |                                               |  |  |                            |                            |                            |                            |                            |
|  | 8                                     | San Lorenzo                           | 1                                     | 0                                     | 1 k. (5)                              |   |          | 8                                    | San Lorenzo                          | 2                                    | 0                                    | 2 k. (3)                             |  |  |                                               |                                               |                                               |                                               |                                               |  |  |                            |                            |                            |                            |                            |
|  |                                       |                                       |                                       |                                       |                                       |   |          | 8                                    | San Lorenzo                          | 2                                    | 0                                    | 2 k. (3)                             |  |  |                                               |                                               |                                               |                                               |                                               |  |  |                            |                            |                            |                            |                            |
|  |                                       |                                       | 2                                     | CA Lanús                              | 0                                     | 2 | 2 k. (4) |                                      |                                      |                                      |                                      |                                      |  |  |                                               |                                               |                                               |                                               |                                               |  |  |                            |                            |                            |                            |                            |
|  | 14                                    | The Strongest                         | 2                                     | CA Lanús                              | 0                                     | 2 | 2 k. (4) | 1                                    | 0                                    | 1                                    |                                      |                                      |  |  |                                               |                                               |                                               |                                               |                                               |  |  |                            |                            |                            |                            |                            |
|  | 14                                    | The Strongest                         |                                       |                                       |                                       |   |          |                                      |                                      | 1                                    |                                      |                                      |  |  |                                               |                                               |                                               |                                               |                                               |  |  |                            |                            |                            |                            |                            |
|  | 2                                     | CA Lanús                              | 1                                     | 1                                     | 2                                     |   |          |                                      |                                      |                                      |                                      |                                      |  |  |                                               |                                               |                                               |                                               |                                               |  |  |                            |                            |                            |                            |                            |
|  | 2                                     | CA Lanús                              | 1                                     | 1                                     | 2                                     |   |          |                                      |                                      |                                      |                                      |                                      |  |  |                                               |                                               |                                               |                                               |                                               |  |  |                            |                            |                            |                            |                            |
|  |                                       |                                       |                                       |                                       |                                       |   |          |                                      |                                      |                                      |                                      |                                      |  |  |                                               |                                               |                                               |                                               |                                               |  |  |                            |                            |                            |                            |                            |

### 1/8 finału
| Drużyna 1                            | Wynik dwumeczu | Drużyna 2           | Pierwszy mecz | Drugi mecz |
| ------------------------------------ | -------------- | ------------------- | ------------- | ---------- |
| Guaraní                              | 1:3            | River Plate         | 0:2           | 1:1        |
| Athletico Paranaense                 | 2:4            | Santos FC           | 2:3           | 0:1        |
| Club Nacional                        | 0:3            | Botafogo FR         | 0:1           | 0:2        |
| CS Emelec                            | 1:1 (k. 4:5)   | San Lorenzo         | 0:1           | 1:0        |
| The Strongest                        | 1:2            | CA Lanús            | 1:1           | 0:1        |
| Godoy Cruz                           | 1:3            | Grêmio Porto Alegre | 0:1           | 1:2        |
| Barcelona SC                         | 1:1 (k. 5:4)   | SE Palmeiras        | 1:0           | 0:1        |
| Jorge Wilstermann                    | 1:0            | Atlético Mineiro    | 1:0           | 0:0        |
| Po lewej gospodarz pierwszego meczu. |                |                     |               |            |

Dwumecz A
| 5 lipca 2017 02:45 CET | Guaraní | 0:2(0:1)Raport | River Plate · Scocco 36' · Larrondo 87' | Estadio Defensores del Chaco, Asunción Widzów: 15 000 Sędzia: Andrés Cunha |
|                        |         |                |                                         |                                                                            |

| 9 sierpnia 2017 02:45 CET | River Plate · Alario 51' | 1:1(0:1)Raport | Guaraní · Palau 45+1' | Estadio Monumental, Buenos Aires Widzów: 50 000 Sędzia: Roddy Zambrano |
|                           |                          |                |                       |                                                                        |

Dwumecz B
| 6 lipca 2017 00:15 CET | Athletico Paranaense · Nikão 6' · Éderson 71' | 2:3(1:1)Raport | Santos FC · Kayke 24', 67' · Bruno Henrique 56' | Estádio Durival Britto e Silva, Kurytyba Widzów: 13 770 Sędzia: Roberto Tobar |
|                        |                                               |                |                                                 |                                                                               |

| 11 sierpnia 2017 02:45 CET | Santos FC · Bruno Henrique 77' | 1:0(0:0)Raport | Athletico Paranaense | Estádio Urbano Caldeira, Santos Widzów: 12 380 Sędzia: Mauro Vigliano |
|                            |                                |                |                      |                                                                       |

Dwumecz C
| 7 lipca 2017 02:45 CET | Club Nacional | 0:1(0:1)Raport | Botafogo FR · João Paulo 37' | Estadio Gran Parque Central, Montevideo Widzów: 12 000 Sędzia: Julio Bascuñán |
|                        |               |                |                              |                                                                               |

| 11 sierpnia 2017 00:15 CET | Botafogo FR · Bruno Silva 2' · Rodrigo Pimpão 5' | 2:0(2:0)Raport | Club Nacional | Estádio Olímpico João Havelange – Engenhão, Rio de Janeiro Widzów: 40 050 Sędzia: Wilmar Roldán |
|                            |                                                  |                |               |                                                                                                 |

Dwumecz D
| 7 lipca 2017 02:45 CET | CS Emelec | 0:1(0:1)Raport | San Lorenzo · Belluschi 24' | Estadio George Capwell, Guayaquil Widzów: 28 000 Sędzia: Wilson Lamouroux |
|                        |           |                |                             |                                                                           |

| 11 sierpnia 2017 02:45 CET                                 | San Lorenzo | 0:1 k. 5:4(0:0)Raport                              | CS Emelec · Lastra 47' | Estadio Pedro Bidegain, Buenos Aires Widzów: 25 000 Sędzia: Wilton Sampaio |
|                                                            |             |                                                    |                        |                                                                            |
|                                                            |             | Rzuty karne                                        |                        |                                                                            |
| Blandi · Caruzzo · Angeleri · Gudiño · Belluschi · Reniero |             | Gaibor · Preciado · Luna · Píriz · Caicedo · Ramos |                        |                                                                            |

Dwumecz E
| 7 lipca 2017 00:15 CET | The Strongest · D. Bejarano 90+1' | 1:1(0:1)Raport | CA Lanús · Pasquini 36' | Estadio Hernando Siles, La Paz Widzów: 28 000 Sędzia: Wilton Sampaio |
|                        |                                   |                |                         |                                                                      |

| 9 sierpnia 2017 00:15 CET | CA Lanús · Sand 84' | 1:0(0:0)Raport | The Strongest | Estadio Ciudad de Lanús, Buenos Aires Widzów: 14 000 Sędzia: Andrés Cunha |
|                           |                     |                |               |                                                                           |

Dwumecz F
| 5 lipca 2017 00:15 CET | Godoy Cruz | 0:1(0:1)Raport | Grêmio Porto Alegre · Ramiro 1' | Estadio Malvinas Argentinas, Mendoza Widzów: 17 000 Sędzia: Víctor Carrillo |
|                        |            |                |                                 |                                                                             |

| 10 sierpnia 2017 00:15 CET | Grêmio Porto Alegre · Pedro Rocha 28', 59' | 2:1(1:1)Raport | Godoy Cruz · J. Correa 13' | Arena do Grêmio, Porto Alegre Widzów: 38 797 Sędzia: Enrique Cáceres |
|                            |                                            |                |                            |                                                                      |

Dwumecz G
| 6 lipca 2017 02:45 CET | Barcelona SC · Álvez 90+1' | 1:0(0:0)Raport | SE Palmeiras | Estadio Monumental Isidro Romero Carbo, Guayaquil Widzów: 20 000 Sędzia: Patricio Loustau |
|                        |                            |                |              |                                                                                           |

| 10 sierpnia 2017 02:45 CET                                   | SE Palmeiras · Moisés 50' | 1:0 k. 4:5(0:0)Raport                                      | Barcelona SC | Allianz Parque, São Paulo Widzów: 38 310 Sędzia: Nestor Pitana |
|                                                              |                           |                                                            |              |                                                                |
|                                                              |                           | Rzuty karne                                                |              |                                                                |
| Guerra · Tchê Tchê · Bruno Henrique · Keno · Moisés · Egídio |                           | Álvez · M. Oyola · S. Castillo · M. Caicedo · Díaz · Ayoví |              |                                                                |

Dwumecz H
| 6 lipca 2017 02:45 CET | Jorge Wilstermann · Álvarez 40' | 1:0(1:0)Raport | Atlético Mineiro | Estadio Félix Capriles, Cochabamba Widzów: 25 000 Sędzia: Daniel Fedorczuk |
|                        |                                 |                |                  |                                                                            |

| 10 sierpnia 2017 02:45 CET | Atlético Mineiro | 0:0(0:0)Raport | Jorge Wilstermann | Estádio Raimundo Sampaio, Belo Horizonte Widzów: 36 018 Sędzia: José Argote |
|                            |                  |                |                   |                                                                             |

### Ćwierćfinały
| Drużyna 1                            | Wynik dwumeczu | Drużyna 2           | Pierwszy mecz | Drugi mecz |
| ------------------------------------ | -------------- | ------------------- | ------------- | ---------- |
| Jorge Wilstermann                    | 3:8            | River Plate         | 3:0           | 0:8        |
| Barcelona SC                         | 2:1            | Santos FC           | 1:1           | 1:0        |
| Botafogo FR                          | 0:1            | Grêmio Porto Alegre | 0:0           | 0:1        |
| San Lorenzo                          | 2:2 (k. 3:4)   | CA Lanús            | 2:0           | 0:2        |
| Po lewej gospodarz pierwszego meczu. |                |                     |               |            |

Dwumecz S1
| 15 września 2017 02:45 CET | Jorge Wilstermann · Zenteno 4' · Álvarez 50' · Machado 81' | 3:0(1:0)Raport | River Plate | Estadio Félix Capriles, Cochabamba Widzów: 27 000 Sędzia: Sandro Ricci |
|                            |                                                            |                |             |                                                                        |

| 22 września 2017 00:15 CET | River Plate · Scocco 8', 15', 19', 46', 57' · Pérez 35', 66' · I. Fernández 52' | 8:0(4:0)Raport | Jorge Wilstermann | Estadio Monumental, Buenos Aires Widzów: 55 000 Sędzia: Julio Bascuñán |
|                            |                                                                                 |                |                   |                                                                        |

Dwumecz S2
| 14 września 2017 02:45 CET | Barcelona SC · Álvez 78' | 1:1(0:0)Raport | Santos FC · Bruno Henrique 46' | Estadio Monumental Isidro Romero Carbo, Guayaquil Widzów: 30 747 Sędzia: Daniel Fedorczuk |
|                            |                          |                |                                |                                                                                           |

| 21 września 2017 02:45 CET | Santos FC | 0:1(0:0)Raport | Barcelona SC · Álvez 67' | Estádio Urbano Caldeira, Santos Widzów: 12 730 Sędzia: Victor Carrillo |
|                            |           |                |                          |                                                                        |

Dwumecz S3
| 14 września 2017 02:45 CET | Botafogo FR | 0:0(0:0)Raport | Grêmio Porto Alegre | Estádio Olímpico João Havelange – Engenhão, Rio de Janeiro Widzów: 36 034 Sędzia: José Argote |
|                            |             |                |                     |                                                                                               |

| 21 września 2017 02:45 CET | Grêmio Porto Alegre · Barrios 62' | 1:0(0:0)Raport | Botafogo FR | Arena do Grêmio, Porto Alegre Widzów: 50 517 Sędzia: Patricio Loustau |
|                            |                                   |                |             |                                                                       |

Dwumecz S4
| 14 września 2017 00:15 CET | San Lorenzo · Blandi 33', 50' (k.) | 2:0(1:0)Raport | CA Lanús | Estadio Pedro Bidegain, Buenos Aires Widzów: 30 000 Sędzia: Wilmar Roldán |
|                            |                                    |                |          |                                                                           |

| 22 września 2017 02:45 CET            | CA Lanús · Sand 10' · Pasquini 15' | 2:0 k. 4:3(2:0)Raport                            | San Lorenzo | Estadio Ciudad de Lanús, Buenos Aires Widzów: 15 000 Sędzia: Enrique Cáceres |
|                                       |                                    |                                                  |             |                                                                              |
|                                       |                                    | Rzuty karne                                      |             |                                                                              |
| Silva · Pasquini · Braghieri · Acosta |                                    | Belluschi · Caruzzo · Rodríguez · Botta · Blandi |             |                                                                              |

### Półfinały
| Drużyna 1                            | Wynik dwumeczu | Drużyna 2           | Pierwszy mecz | Drugi mecz |
| ------------------------------------ | -------------- | ------------------- | ------------- | ---------- |
| River Plate                          | 3:4            | CA Lanús            | 1:0           | 2:4        |
| Barcelona SC                         | 1:3            | Grêmio Porto Alegre | 0:3           | 1:0        |
| Po lewej gospodarz pierwszego meczu. |                |                     |               |            |

Dwumecz F1
| 25 października 2017 00:15 CET | River Plate · Scocco 81' | 1:0(0:0)Raport | CA Lanús | Estadio Monumental, Buenos Aires Widzów: 55 000 Sędzia: Wilton Sampaio |
|                                |                          |                |          |                                                                        |

| 1 listopada 2017 01:15 CET | CA Lanús · Sand 45', 46' · Acosta 61' · Silva 68' (k.) | 4:2(1:2)Raport | River Plate · Scocco 17' (k.) · Montiel 22' | Estadio Ciudad de Lanús, Buenos Aires Widzów: 30 000 Sędzia: Wilmar Roldán |
|                            |                                                        |                |                                             |                                                                            |

Dwumecz F2
| 26 października 2017 01:45 CET | Barcelona SC | 0:3(0:2)Raport | Grêmio Porto Alegre · Luan 7', 50' · Edílson 20' | Estadio Monumental Isidro Romero Carbo, Guayaquil Widzów: 52 500 Sędzia: Nestor Pitana |
|                                |              |                |                                                  |                                                                                        |

| 2 listopada 2017 00:45 CET | Grêmio Porto Alegre | 0:1(0:1)Raport | Barcelona SC · Álvez 32' | Arena do Grêmio, Porto Alegre Widzów: 54 128 Sędzia: Roberto Tobar |
|                            |                     |                |                          |                                                                    |

### Finały
| Drużyna 1                            | Wynik dwumeczu | Drużyna 2 | Pierwszy mecz | Drugi mecz |
| ------------------------------------ | -------------- | --------- | ------------- | ---------- |
| Grêmio Porto Alegre                  | 3:1            | CA Lanús  | 1:0           | 2:1        |
| Po lewej gospodarz pierwszego meczu. |                |           |               |            |

Pierwszy mecz
| 23 listopada 2017 00:45 CET | Grêmio Porto Alegre · Cícero 82' | 1:0(0:0)Raport | CA Lanús | Arena do Grêmio, Porto Alegre Widzów: 55 188 Sędzia: Julio Bascuñán |
|                             |                                  |                |          |                                                                     |

| Grêmio | Lanús |

| BR                | 1  | Marcelo Grohe     |     |     |
| OB                | 2  | Edílson           |     |     |
| OB                | 3  | Pedro Geromel (c) |     |     |
| OB                | 4  | Walter Kannemann  | 40' |     |
| OB                | 12 | Bruno Cortês      |     |     |
| PO                | 25 | Jailson           | 43' | 71' |
| PO                | 29 | Arthur            |     |     |
| PO                | 17 | Ramiro            |     |     |
| PO                | 7  | Luan              |     |     |
| PO                | 21 | Fernandinho       |     | 56' |
| NA                | 18 | Lucas Barrios     |     | 73' |
| Rezerwowi:        |    |                   |     |     |
| BR                | 24 | Paulo Victor      |     |     |
| OB                | 16 | Léo Moura         |     |     |
| OB                | 22 | Bressan           |     |     |
| PO                | 5  | Michel            |     |     |
| PO                | 27 | Cícero            | 73' | 71' |
| NA                | 9  | Jael              |     | 73' |
| NA                | 11 | Éverton           |     | 56' |
| Trener:           |    |                   |     |     |
| Renato Portaluppi |    |                   |     |     |

| BR            | 28 | Esteban Andrada           |       |     |
| OB            | 4  | José Luis Gómez           |       |     |
| OB            | 23 | Rolando García Guerreño   | 40'   |     |
| OB            | 6  | Diego Braghieri           | 90+4' |     |
| OB            | 3  | Maximiliano Velázquez (c) | 75'   | 78' |
| PO            | 10 | Román Martínez            |       |     |
| PO            | 30 | Iván Marcone              |       |     |
| PO            | 21 | Nicolás Pasquini          |       |     |
| NA            | 16 | Alejandro Silva           |       |     |
| NA            | 9  | José Sand                 |       |     |
| NA            | 7  | Lautaro Acosta            | 23'   |     |
| Rezerwowi:    |    |                           |       |     |
| BR            | 1  | Fernando Monetti          |       |     |
| OB            | 2  | Marcelo Herrera           |       |     |
| OB            | 22 | Santiago Zurbriggen       |       |     |
| PO            | 19 | Nicolás Aguirre           |       | 78' |
| PO            | 24 | Leandro Maciel            |       |     |
| NA            | 17 | Germán Denis              |       |     |
| NA            | 25 | Marcelino Moreno          |       |     |
| Trener:       |    |                           |       |     |
| Jorge Almirón |    |                           |       |     |

| Asystenci sędziego: Carlos Astroza Christian Schiemann Sędzia techniczny: Diego Haro Sędzia wideo: Jesús Valenzuela Sędzia asystent wideo: Roddy Zambrano Sędzia wideo 2: Christian Lescano |

Rewanż
| 30 listopada 2017 00:45 CET | CA Lanús · Sand 71' (k.) | 1:2(0:2)Raport | Grêmio Porto Alegre · Fernandinho 26' · Luan 41' | Estadio Ciudad de Lanús, Buenos Aires Widzów: 45 000 Sędzia: Enrique Cáceres |
|                             |                          |                |                                                  |                                                                              |

| Lanús | Grêmio |

| BR            | 28 | Esteban Andrada           |     |     |
| OB            | 4  | José Luis Gómez           |     |     |
| OB            | 2  | Marcelo Herrera           |     | 65' |
| OB            | 23 | Rolando García Guerreño   | 5'  |     |
| OB            | 3  | Maximiliano Velázquez (c) | 20' | 87' |
| PO            | 10 | Román Martínez            |     |     |
| PO            | 30 | Iván Marcone              |     |     |
| PO            | 21 | Nicolás Pasquini          |     |     |
| NA            | 16 | Alejandro Silva           | 70' | 77' |
| NA            | 9  | José Sand                 |     |     |
| NA            | 7  | Lautaro Acosta            |     |     |
| Rezerwowi:    |    |                           |     |     |
| BR            | 1  | Fernando Monetti          |     |     |
| OB            | 14 | Matías Rojas              |     | 77' |
| OB            | 22 | Santiago Zurbriggen       |     |     |
| PO            | 19 | Nicolás Aguirre           |     |     |
| PO            | 24 | Leandro Maciel            |     |     |
| NA            | 17 | Germán Denis              |     | 87' |
| NA            | 25 | Marcelino Moreno          |     | 65' |
| Trener:       |    |                           |     |     |
| Jorge Almirón |    |                           |     |     |

| BR                | 1  | Marcelo Grohe     | 90+1' |     |
| OB                | 2  | Edílson           | 25'   |     |
| OB                | 3  | Pedro Geromel (c) |       |     |
| OB                | 22 | Bressan           |       | 81' |
| OB                | 12 | Bruno Cortês      | 70'   |     |
| PO                | 25 | Jailson           | 70'   |     |
| PO                | 29 | Arthur            |       | 51' |
| PO                | 17 | Ramiro            | 82'   |     |
| PO                | 7  | Luan              |       |     |
| PO                | 21 | Fernandinho       |       |     |
| NA                | 18 | Lucas Barrios     |       | 75' |
| Rezerwowi:        |    |                   |       |     |
| BR                | 24 | Paulo Victor      |       |     |
| OB                | 16 | Léo Moura         |       |     |
| OB                | 15 | Rafael Thyere     |       | 81' |
| PO                | 5  | Michel            |       | 51' |
| PO                | 27 | Cícero            |       | 75' |
| NA                | 9  | Jael              |       |     |
| NA                | 11 | Éverton           |       |     |
| Trener:           |    |                   |       |     |
| Renato Portaluppi |    |                   |       |     |

| Asystenci sędziego: Eduardo Cardozo Juan Zorrilla Sędzia techniczny: Éber Aquino Sędzia wideo: Mario Díaz de Vivar Sędzia asystent wideo: Víctor Carrillo Sędzia wideo 2: Milcíades Saldívar |

## Klasyfikacja strzelców
| P. | Zawodnik            | Drużyna             | Gole |
| -- | ------------------- | ------------------- | ---- |
| 1. | José Sand           | CA Lanús            | 9    |
| 2. | Alejandro Chumacero | The Strongest       | 8    |
| 2. | Luan                | Grêmio Porto Alegre | 8    |
| 2. | Ignacio Scocco      | River Plate         | 8    |
| 5. | Jonathan Álvez      | Barcelona SC        | 6    |
| 5. | Lucas Barrios       | Grêmio Porto Alegre | 6    |
| 5. | Fred                | Atlético Mineiro    | 6    |

Źródło: